# Bistum Termoli-Larino
Das in Italien gelegene Bistum Termoli-Larino (lat.: Dioecesis Thermularum-Larinensis, ital.: Diocesi di Termilo-Larino) ist eine Diözese der römisch-katholischen Kirche mit Sitz in Termoli.
Im 10. Jahrhundert wurde das Bistum Termoli begründet und gehörte dem Kirchenprovinz Campobasso-Boiano an.
Am 30. September 1986 wurde das Bistum Larino mit dem Bistum Termoli vereinigt.